# Rauiella siambonica
Rauiella siambonica là một loài Rêu trong họ Thuidiaceae. Loài này được (Müll. Hal.) Wijk & Margad. miêu tả khoa học đầu tiên năm 1962.